# Perdiccas II van Macedonië
Perdikkas II (Latijn: Perdiccas), was koning van Macedonië van 454 tot 413 v.Chr. uit het huis der Argeaden. Hij was een van de vele zonen en uiteindelijke opvolger van Alexander I van Macedonië. 

## Opvolging Alexander I
Toen Alexander I vermoord werd, besloot de Macedonische volksraad dat hij moest worden opgevolgd door drie volwassen zonen die elk een deel van het land kregen: Philippos, Alcetas en Perdikkas. De drie broers voerden echter al gauw een onderlinge strijd en de Macedonische volksraad zette Perdikkas' broers af, zodat deze de troon besteeg als Perdikkas II.

## Conflict met Athene
Perdikkas II raakte in conflict met Athene dat zijn grenzen probeerde uit te breiden in het door interne conflicten erg verzwakte Macedonische koninkrijk. Athene vestigde zelfs koloniën om dit te onderstrepen. Daarop deed Perdikkas II een oproep aan de steden in Chalcidice om in opstand te komen tegen het Atheense gezag. Zijn oproep werkte: Potidaea kwam inderdaad in opstand tegen Athene, maar werd na een belegering door Athene ingenomen. Dit leidde weer tot een slepende strijd tussen Athene en Sparta: de Peloponnesische Oorlog zoals verslagen door Thucydides. Daarin liep Perdikkas II telkens over aan de hand van wat hem het beste uitkwam. Zo wist hij een einde te maken aan de Atheense dreiging, doordat Sparta en Athene elkaar erg verzwakten.

## Cultuurbeleid
Op cultureel gebied zette Perdikkas II het werk van zijn vader voort. Hij haalde veel dichters, filosofen, schrijvers en kunstenaars naar het hof en zorgde zo voor een grote culturele bloei. Hij nodigde zelfs Socrates uit, maar deze weigerde volgens Aristoteles omdat hij de corruptie en slechte reputatie van het hof verafschuwde.

## Nageslacht
Perdikkas II had een hoop kinderen, ook een zoon, Archelaüs I van Macedonië, uit een relatie met de slavin van zijn broer. Deze zou na zijn dood door veel intriges de macht krijgen.